# Mihăiță Pleșan
Mihăiță Păunel Pleșan (ur. 19 lutego 1983 w Moldova Nouă) – piłkarz rumuński grający na pozycji ofensywnego pomocnika.

## Kariera klubowa
Karierę piłkarską rozpoczął w klubie Universitatea Craiova. W 2000 roku awansował do dorosłej drużyny Universitatei. 14 kwietnia 2001 zadebiutował w pierwszej lidze rumuńskiej w przegranym 0:2 domowym meczu z Astrą Ploeszti. Od 2003 roku był podstawowym zawodnikiem Universitatei, w której grał do końca sezonu 2004/2005.
Latem 2005 roku odszedł do Dinama Bukareszt, z którym w tamtym roku zdobył Superpuchar Rumunii. W Dinamie grał przez pół roku i na początku 2006 roku przeszedł do Politehniki Timișoara. W Politehnice grał do 2007 roku.
Kolejnym klubem w jego karierze była Steaua Bukareszt. W 2008 roku wywalczył z nią wicemistrzostwo Rumunii. W 2009 roku grał w rezerwach Steauy, a ogółem zawodnikiem tego zespołu był do 2010 roku.
W 2010 roku odszedł ze Steauy do rosyjskiej Wołgi Niżny Nowogród. Na koniec 2010 roku awansował z Wołgą z Pierwszej Dywizji do rosyjskiej Priemjer Ligi. W latach 2013–2014 grał w CSU Krajowa.
| Sezon   | Klub                  | Kraj    | Rozgrywki        | Mecze | Bramki |
| ------- | --------------------- | ------- | ---------------- | ----- | ------ |
| 2000/01 | Universitatea Craiova | Rumunia | Liga I           | 1     | 0      |
| 2001/02 | Universitatea Craiova | Rumunia | Liga I           | 0     | 0      |
| 2002/03 | Universitatea Craiova | Rumunia | Liga I           | 19    | 1      |
| 2003/04 | Universitatea Craiova | Rumunia | Liga I           | 24    | 4      |
| 2004/05 | Universitatea Craiova | Rumunia | Liga I           | 23    | 8      |
| 2005/06 | Dinamo Bukareszt      | Rumunia | Liga I           | 12    | 2      |
| 2005/06 | Politehnica Timișoara | Rumunia | Liga I           | 7     | 0      |
| 2006/07 | Politehnica Timișoara | Rumunia | Liga I           | 21    | 3      |
| 2007/08 | Politehnica Timișoara | Rumunia | Liga I           | 2     | 3      |
| 2007/08 | Steaua Bukareszt      | Rumunia | Liga I           | 14    | 2      |
| 2008/09 | Steaua Bukareszt      | Rumunia | Liga I           | 8     | 0      |
| 2009/10 | Steaua Bukareszt      | Rumunia | Liga I           | 18    | 1      |
| 2009/10 | Steaua II Bukareszt   | Rumunia | Liga I           | 5     | 0      |
| 2010    | Wołga Niżny Nowogród  | Rosja   | Pierwyj Diwizion | 3     | 0      |
| 2011/12 | Wołga Niżny Nowogród  | Rosja   | Priemjer-Liga    | 24    | 2      |
| 2012/13 | Wołga Niżny Nowogród  | Rosja   | Priemjer-Liga    | 9     | 0      |
| 2013/14 | CSU Krajowa           | Rumunia | Liga I           | 19    | 4      |
| 2014/15 | CSU Krajowa           | Rumunia | Liga I           | 9     | 0      |

## Kariera reprezentacyjna
W reprezentacji Rumunii zadebiutował 16 listopada 2003 roku w przegranym 0:1 towarzyskim meczu z Włochami. 28 kwietnia 2004 w sparingu z Niemcami (5:1) strzelił swoją jedyną bramkę w reprezentacji. Grał m.in. w eliminacjach do MŚ 2006 i Euro 2008. Od 2007 roku znajduje się poza kadrą narodową.
| Mecze i gole w reprezentacji | Mecze i gole w reprezentacji | Mecze i gole w reprezentacji | Mecze i gole w reprezentacji | Mecze i gole w reprezentacji | Mecze i gole w reprezentacji | Mecze i gole w reprezentacji |
| #                            | Data                         | Stadion                      | Rywal                        | Wynik                        | Gol                          | Rozgrywki                    |
| 2003                         | 2003                         | 2003                         | 2003                         | 2003                         | 2003                         | 2003                         |
| ---------------------------- | ---------------------------- | ---------------------------- | ---------------------------- | ---------------------------- | ---------------------------- | ---------------------------- |
| 1.                           | 16.11.2003                   | Ankona, Włochy               | Włochy                       | 0:1                          | 0                            | towarzyski                   |
| 2004                         |                              |                              |                              |                              |                              |                              |
| 2.                           | 28.04.2004                   | Bukareszt, Rumunia           | Niemcy                       | 5:1                          | 1                            | towarzyski                   |
| 3.                           | 27.05.2004                   | Dublin, Irlandia             | Irlandia                     | 0:1                          | 0                            | towarzyski                   |
| 2005                         |                              |                              |                              |                              |                              |                              |
| 4.                           | 09.02.2005                   | Larnaka, Cypr                | Słowacja                     | 2:2                          | 0                            | towarzyski                   |
| 5.                           | 26.03.2005                   | Bukareszt, Rumunia           | Holandia                     | 0:2                          | 0                            | el. MŚ 2006                  |
| 6.                           | 08.06.2005                   | Konstanca, Rumunia           | Armenia                      | 3:0                          | 0                            | el. MŚ 2006                  |
| 2007                         |                              |                              |                              |                              |                              |                              |
| 7.                           | 06.06.2007                   | Timișoara, Rumunia           | Słowenia                     | 2:0                          | 0                            | el. ME 2008                  |